# Soy Luna (3. řada)
Třetí řada argentinského muzikálového dramatického televizního seriálu Soy Luna byla premiérově vysílána na stanici Disney Channel od 16. dubna 2018 do 17. srpna 2018. V Česku se vysílá od 15. října 2018. 

## Příběh
Teď, když je známa pravá Sól Bensonová, Luna se stává novou dědičkou jmění a život v sídle se radikálně mění. Sharon změní vzhled a identitu. Vrací se s novým jménem a ve spojení s Reyem (Rodrigo Pedreira), který se vrátil do práce, plánuje svou pomstu. Rey pracuje jako dvojitý agent a přidá dalšího spojence, nového domácího zaměstnance, který vstupuje do vily. Luna hledá informace o svých rodičích, minulost se vrací přes své sny a ve vile spojeném s minulostí rodiny Benson se objeví nová tajemství. Sny vedou Lunu do Sharonina pokoje, který byl kdysi pokojem Lili a Bernieho. V této tajemné místnosti se skrývá tajemství o její minulosti a původu, který Luna odhalí s pomocí Niny.
Na začátku se Jam & Roller stává ústředím Red Sharks pod velením Garyho Lópeze (Joaquína Bertholda). Gary ruší tým Rolleru a staví nový, který tvoří Ámbar (Valentina Zenere), Emília (Giovanna Reynaud), Benício (Pasquale di Nuzzo) a Ramiro, nová osa zla. Mezitím si Luna a ostatní členové týmu snaží udržet své místo v týmu a čelit velkým překážkám a výzvám.

## Obsazení

### Hlavní postavy
- Karol Sevilla jako Luna Valenteová (český dabing: Adéla Nováková)
- Ruggero Pasquarelli jako Matteo Balsano (český dabing: Jan Rimbala)
- Valentina Zenere jako Ámbar Smithová (český dabing: Marika Šoposká)
- Michael Ronda jako Simón Álvarez (český dabing: Jiří Köhler)

### Vedlejší postavy
- Malena Ratner jako Delfina "Delfi" Alzamendiová (český dabing: Zuzana Ščerbová)
- Katja Martínez jako Jazmín Carbajalová (český dabing: Sabina Rojková)
- Ana Jara jako Jimena "Jim" Medinová (český dabing: Patricie Soukupová)
- Jorge López jako Ramiro Ponce (český dabing: Robin Pařík)
- Chiara Parravicini jako Yamila "Yam" Sánchezová (český dabing: Anežka Saicová)
- Gastón Vietto jako Pedro Arias (český dabing: Vojtěch Havelka)
- Lionel "Leo" Ferro jako Nicolás "Nico" Navarro (český dabing: Tomáš Materna)
- Carolina Kopelioff jako Nina Simonettiová (český dabing: Klára Nováková)
- Giovanna Reynaud jako Emilia Mansfieldová (český dabing: Sára Nygrýnová)
- Pasquale Di Nuzzo jako Benício (český dabing: Jak Škvor)
- Jandino jako Eric Andrade (český dabing: Roman Hajlich)
- Esteban Velásquez jako Michel (český dabing: Ondřej Havel)
- Estela Ribeiro jako Juliana / Marisa Mintová (český dabing: Kateřina Petrová)
- Lucila Gandolfo jako Sharon Bensonová (český dabing: Simona Postlerová)
- Rodrigo Pedreira jako Reinaldo "Rey" Guitierrez (český dabing: Ivo Hrbáč)
- David Murí jako Miguel Valente (český dabing: Ivo Novák)
- Ana Carolina Valsagna jako Mónica Valenteová (český dabing: Ivana Andrlová)
- Roberto Carnaghi jako Alfredo Benson (český dabing: Bohuslav Kalva)
- Vicky Suarez Battan jako Margarita "Maggie" García Centuriónová (český dabing: Petra Hobzová)
- Ezequiel Rodríguez jako Ricardo Simonetti (český dabing: Rudolf Kubík)
- Caro Ibarra jako Ana Valparaisová (český dabing: Veronika Bajerová)
- Joaquín Berthold jako Gary López (český dabing: Radek Hoppe)

### Hostující postavy
- Candelaria Molfese jako Ada (český dabing: Jana Páleníčková)
- Agustín Bernasconi jako Gastón Perida (český dabing: Jan Battěk)
- Paula Kohan jako Mora Barzaková (český dabing: Hana Igonda Ševčíková)
- Juan Ciancio jako Sebastián "Seba" López (český dabing: Roman Hajlich)
- Cristina Allende jako Elena (český dabing: Radana Herrmannová)

### Speciální hosté
- Sofia Carson
- Dove Cameron
- Mia Jenkins jako Emma

## Seznam dílů

#### První část:Další kolo(2018)
| Č. v seriálu | Č. v řadě | Originální název                                    | Premiéra v Argentině | Premiéra v ČR      |
| ------------ | --------- | --------------------------------------------------- | -------------------- | ------------------ |
| 161          | 1         | El regreso, sobre ruedas                            | 16. dubna 2018       | 15. října 2018     |
| 162          | 2         | Una fiesta en la mansión, sobre ruedas              | 17. dubna 2018       | 16. října 2018     |
| 163          | 3         | Los Red Sharks, sobre ruedas                        | 18. dubna 2018       | 17. října 2018     |
| 164          | 4         | Una propuesta de Gary, sobre ruedas                 | 19. dubna 2018       | 18. října 2018     |
| 165          | 5         | Un patinador misterioso, sobre ruedas               | 20. dubna 2018       | 22. října 2018     |
| 166          | 6         | Una traición, sobre ruedas                          | 23. dubna 2018       | 23. října 2018     |
| 167          | 7         | ¿Matteo se va del Roller?, sobre ruedas             | 24. dubna 2018       | 24. října 2018     |
| 168          | 8         | El regreso de Sharon, sobre ruedas                  | 25. dubna 2018       | 25. října 2018     |
| 169          | 9         | Una habitación misteriosa, sobre ruedas             | 26. dubna 2018       | 29. října 2018     |
| 170          | 10        | Una confusión de sentimientos, sobre ruedas         | 27. dubna 2018       | 30. října 2018     |
| 171          | 11        | El fin de Gastina, sobre ruedas                     | 30. dubna 2018       | 31. října 2018     |
| 172          | 12        | Un espía, sobre ruedas                              | 1. května 2018       | 1. listopadu 2018  |
| 173          | 13        | Un entrenamiento secreto, sobre ruedas              | 2. května 2018       | 5. listopadu 2018  |
| 174          | 14        | Encerrados, sobre ruedas                            | 3. května 2018       | 6. listopadu 2018  |
| 175          | 15        | Un videoclip borrado, sobre ruedas                  | 4. května 2018       | 7. listopadu 2018  |
| 176          | 16        | Un vídeo revelador, sobre ruedas                    | 7. května 2018       | 8. listopadu 2018  |
| 177          | 17        | Gary descubre la verdad, sobre ruedas               | 8. května 2018       | 12. listopadu 2018 |
| 178          | 18        | El despido de Juliana, sobre ruedas                 | 9. května 2018       | 13. listopadu 2018 |
| 179          | 19        | Un abrazo, sobre ruedas                             | 10. května 2018      | 14. listopadu 2018 |
| 180          | 20        | Un duelo, sobre ruedas                              | 11. května 2018      | 15. listopadu 2018 |
| 181          | 21        | Una relación falsa, sobre ruedas                    | 14. května 2018      | 7. ledna 2019      |
| 182          | 22        | Invitadas especiales, sobre ruedas                  | 15. května 2018      | 8. ledna 2019      |
| 183          | 23        | Los preparativos del Open Music, sobre ruedas       | 16. května 2018      | 9. ledna 2019      |
| 184          | 24        | Un cuadro, sobre ruedas                             | 17. května 2018      | 10. ledna 2019     |
| 185          | 25        | Un Open Music en la mansión, sobre ruedas (Parte 1) | 18. května 2018      | 14. ledna 2019     |
| 186          | 26        | Un Open Music en la mansión, sobre ruedas (Parte 2) | 21. května 2018      | 15. ledna 2019     |
| 187          | 27        | Un cuadro desaparecido, sobre ruedas                | 22. května 2018      | 16. ledna 2019     |
| 188          | 28        | Una subasta en la mansión, sobre ruedas             | 23. května 2018      | 17. ledna 2019     |
| 189          | 29        | Red Sharks Festival, sobre ruedas (Parte 1)         | 24. května 2018      | 21. ledna 2019     |
| 190          | 30        | Red Sharks Festival, sobre ruedas (Parte 2)         | 25. května 2018      | 22. ledna 2019     |

### Druhá část:Všechno se může změnit(2018)
| Č. v seriálu | Č. v řadě | Originální název                                 | Premiéra v Argentině | Premiéra v ČR   |
| ------------ | --------- | ------------------------------------------------ | -------------------- | --------------- |
| 191          | 31        | El accidente de Matteo, sobre ruedas             | 9. července 2018     | 23. ledna 2019  |
| 192          | 32        | Un arresto, sobre ruedas                         | 10. července 2018    | 24. ledna 2019  |
| 193          | 33        | Amnesia, sobre ruedas                            | 11. července 2018    | 28. ledna 2019  |
| 194          | 34        | ¿Adiós Red Sharks?, sobre ruedas                 | 12. července 2018    | 29. ledna 2019  |
| 195          | 35        | Una propuesta complicada, sobre ruedas           | 13. července 2018    | 30. ledna 2019  |
| 196          | 36        | Una nueva casa para la Roller Band, sobre ruedas | 16. července 2018    | 31. ledna 2019  |
| 197          | 37        | Bienvenido Michel, sobre ruedas                  | 17. července 2018    | 4. února 2019   |
| 198          | 38        | Un sospechoso, sobre ruedas                      | 18. července 2018    | 5. února 2019   |
| 199          | 39        | Una nueva responsable del Roller, sobre ruedas   | 19. července 2018    | 6. února 2019   |
| 200          | 40        | Un Flash-Open, sobre ruedas                      | 20. července 2018    | 7. února 2019   |
| 201          | 41        | ¿Un nuevo amor?                                  | 23. července 2018    | 18. března 2019 |
| 202          | 42        | Un falso numero de teléfono                      | 24. července 2018    | 19. března 2019 |
| 203          | 43        | Una falsa identidad                              | 25. července 2018    | 20. března 2019 |
| 204          | 44        | La nueva identidad de Sharon                     | 26. července 2018    | 21. března 2019 |
| 205          | 45        | ¿Matteo o Michel?                                | 27. července 2018    | 25. března 2019 |
| 206          | 46        | Amores confundidos                               | 30. července 2018    | 26. března 2019 |
| 207          | 47        | Un beso inesperado                               | 31. července 2018    | 27. března 2019 |
| 208          | 48        | La competencia se acerca                         | 1. srpna 2018        | 28. března 2019 |
| 209          | 49        | Una elección                                     | 2. srpna 2018        | 1. dubna 2019   |
| 210          | 50        | Una fiesta mexicana                              | 3. srpna 2018        | 2. dubna 2019   |
| 211          | 51        | Una duda                                         | 6. srpna 2018        | 3. dubna 2019   |
| 212          | 52        | Un anillo perdido                                | 7. srpna 2018        | 4. dubna 2019   |
| 213          | 53        | Ámbar regresa al equípo                          | 8. srpna 2018        | 8. dubna 2019   |
| 214          | 54        | Un cómplice                                      | 9. srpna 2018        | 9. dubna 2019   |
| 215          | 55        | Los secretos empiezan a revelarse                | 10. srpna 2018       | 10. dubna 2019  |
| 216          | 56        | Un nuevo paso                                    | 13. srpna 2018       | 11. dubna 2019  |
| 217          | 57        | Una noticia                                      | 14. srpna 2018       | 15. dubna 2019  |
| 218          | 58        | Una idea                                         | 15. srpna 2018       | 16. dubna 2019  |
| 219          | 59        | Un incendio                                      | 16. srpna 2018       | 17. dubna 2019  |
| 220          | 60        | Patinamos por una última vez                     | 17. srpna 2018       | 18. dubna 2019  |
| 221          | 61        | Epilog                                           | 17. srpna 2018       | 18. dubna 2019  |
| Film         | Film      | Soy Luna: The Journey                            | 17. srpna 2018       | bude oznámeno   |